# Barossus cineraceus
Barossus cineraceus là một loài bọ cánh cứng trong họ Cerambycidae.